# Julius Sartorius

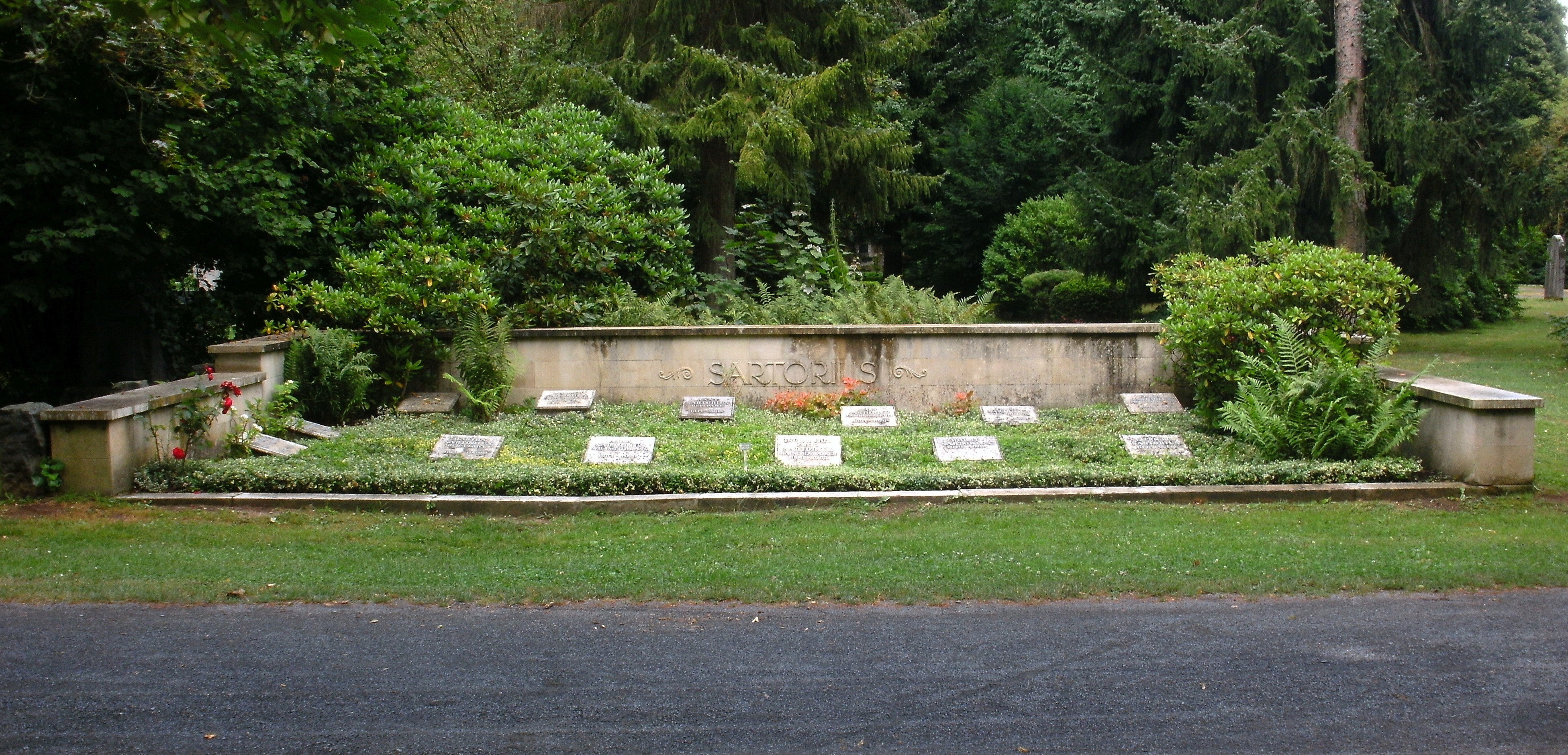
Göttingen; Stadtfriedhof: Grab der Familie Sartorius

Julius Sartorius (* 29. Juni 1879 in Göttingen; † 1. November 1918 bei Marly) war ein deutscher Ingenieur und Industrieller.

## Leben
Julius Sartorius wurde als Sohn des Göttinger Feinmechanikers und Unternehmers Florenz Sartorius geboren. Nach dem Abitur studierte er zunächst an der Universität Göttingen vom Sommersemester 1898 bis zum Wintersemester 1899 Physik. Vom Frühjahr 1900 bis zum Frühjahr 1901 absolvierte er ein Praktikum in Göttingen. Zum April 1901 trat er den Militärdienst als Einjährig-Freiwilliger beim Infanterie-Regiment 20 an. Zum Sommersemester 1902 begann er das Studium des Maschinenbaus an der Gewerbeakademie Köthen. Zu Beginn des Studiums schloss er sich dort der Turnerschaft Borussia, dem späteren Corps Borussia Danzig an.
Nach Abschluss des Studiums trat er im Herbst 1905 als Ingenieur des Maschinenbaus in das väterliche Unternehmen, die Feinmechanische Werkstatt F. Sartorius ein. 1906 wurde er zusammen mit seinen Brüdern Wilhelm und Erich Teilhaber der Firma. In seine Zeit als Teilhaber fielen 1911 der Bau der zehntausendsten Analysenwaage, 1914 die Umwandlung der Firma in eine Aktiengesellschaft sowie im Ersten Weltkrieg die Aufnahme der Produktion von militärischen Geräten.
Am Ersten Weltkrieg nahm Julius Sartorius im Infanterie-Regiment 20 teil, in dem er auch seinen Wehrdienst geleistet hatte. Sein letzter Dienstgrad war Hauptmann der Reserve. Er fiel in den letzten Kriegstagen bei Marly in Frankreich.